# Call of Duty: Modern Warfare III (jogo eletrônico de 2023)
Call of Duty: Modern Warfare III é um jogo eletrônico de tiro em primeira pessoa desenvolvido pela Sledgehammer Games e publicado pela Activision. É o vigésimo jogo da série Call of Duty e a terceira entrada na subsérie Modern Warfare reiniciada, servindo como sequência de Modern Warfare II de 2022.
O jogo foi lançado em 10 de novembro de 2023, para Xbox Series X/S, Xbox One, Microsoft Windows, PlayStation 4, PlayStation 5, como parte de um único iniciador de jogo cruzado, conhecido como Call of Duty HQ. A revelação completa do jogo ocorreu em 17 de agosto de 2023.

## Jogabilidade
Modern Warfare III contará com jogabilidade semelhante a Modern Warfare II e outros jogos da série Call of Duty. A mecânica que retorna em Modern Warfare III inclui o retorno do cancelamento de slides. Segundo a Activision, além das missões lineares, a campanha do jogo contará com “Open Combat Missions”, permitindo que os jogadores escolham livremente como desejam abordar seus objetivos.
No Multiplayer, todos os dezesseis mapas de Call of Duty: Modern Warfare 2 (2009) estarão disponíveis no lançamento, juntamente com a capacidade de votar em mapas enquanto estiver em um lobby matchmade (que estava ausente em alguns títulos recentes), e maior saúde do jogador para maior "tempo para matar" (TTK). O minimapa “ponto vermelho” que estava ausente em Modern Warfare (2019) e Modern Warfare II também retornará, o que permitirá aos jogadores ver os inimigos em seu radar quando os inimigos dispararem uma arma sem supressor. Modos de jogo clássicos como “Kill Confirmed” e “Hardpoint” retornarão junto com um novo modo de jogo intitulado “Cutthroat”, onde três equipes de três jogadores se enfrentam. Além disso, o modo Ground War também retorna com mapas dedicados, assim como o modo War, visto pela última vez em Call of Duty: WWII. O jogo contará com moderação alimentada por inteligência artificial, ouvindo as interações do jogo e relatando imediatamente qualquer comportamento excessivamente tóxico. Pelo menos doze novos mapas multijogador foram confirmados para lançamento pós-lançamento.
Um modo PvE Zombies de mundo aberto, desenvolvido pela Treyarch em colaboração com a Sledgehammer Games, também será incluído no jogo. Os jogadores poderão formar equipes com outros jogadores e esquadrões no “maior mapa de Call of Duty Zombies de todos os tempos”. Novas mecânicas serão combinadas com mecânicas antigas de títulos anteriores de Zumbis.

## Premissa
A campanha de Modern Warfare III está programada para acontecer após os eventos de Modern Warfare II e suas temporadas pós-lançamento, e apresenta a aparição do terrorista Ultranacionalista Vladimir Makarov (Julian Kostov), que foi provocado em  o fim da campanha Modern Warfare II. A Força-Tarefa 141 retorna como protagonistas centrais, composta por: SAS Capitão John Price (Barry Sloane), Tenente Simon "Ghost" Riley (Samuel Roukin), Sargento Kyle "Gaz" Garrick (Elliot Knight) e o sargento John "Soap" MacTavish (Neil Ellice). Também retornando de jogos Modern Warfare anteriores estão: CIA Chefe da Estação Kate Laswell (Rya Kihlstedt) e a Comandante da Força de Libertação do Urziquistão Farah Karim (Claudia Doumit).  Os jogadores assumem o papel de membros do TF141, bem como de membros da empresa militar privada de Makarov, o Grupo Konni.
O modo Zombies apresenta uma nova iteração da história Dark Aether, com ligações narrativas para Call of Duty: Black Ops Cold War e Call of Duty: Vanguard, bem como os eventos da série de reinicialização Modern Warfare.

## Desenvolvimento
Modern Warfare III está sendo desenvolvido pela Sledgehammer Games e está definido para usar uma versão renovada do motor IW. Relatos sobre a existência do jogo começaram a surgir em fevereiro de 2023, quando Bloomberg relatou que a próxima entrada da série Call of Duty seria uma continuação da subsérie reiniciada Modern Warfare. De acordo com o relatório, a Activision planejou enviar um pacote de expansão para Modern Warfare II no final de 2023, designando Sledgehammer para liderar a produção do projeto. A expansão pretendia apresentar uma nova campanha single-player que continuaria a história de Modern Warfare II, juntamente com novo conteúdo para o componente multiplayer do jogo. Durante o desenvolvimento do projeto, entretanto, a Activision optou por mudar sua direção, transformando a expansão em um título Call of Duty completo. O colega desenvolvedor de Call of Duty a Treyarch foi contratado para desenvolver um modo Zombies para o novo título, a primeira instância disso na subsérie Modern Warfare.
Em julho de 2023, a Activision confirmou que os operadores, armas e itens cosméticos de Modern Warfare II seriam transferidos para o título de 2023, após um vazamento que sugeria que o referido título se chamaria Modern Warfare III. Após a confirmação do título do jogo, uma postagem no blog foi lançada detalhando os detalhes da transferência.

### Vazamentos
Uma grande quantidade de conteúdo de Modern Warfare III vazou antes de ser oficialmente revelado. Por volta de 17 de julho de 2023, o minimapa “ponto vermelho”, modo de guerra e novas vantagens vazaram de um bu alfa interno. Em 24 de julho de 2023, a arte principal do jogo vazou em uma promoção da Monster Energy, apresentando uma imagem de Captain Price atrás do logotipo de Modern Warfare III. Na época do vazamento da arte principal, várias novas armas foram datadas.
O principal vazamento de arte do jogo foi confirmado como real pela Activision, que emitiu remoções de direitos autorais e reconheceu o vazamento via Twitter com um tweet sarcástico. Outro tweet de piada foi publicado logo depois, apresentando um boneco com uma arma em um fundo vermelho com o título "MODERN WARFARE REDACTED".

## Marketing
Em 7 de agosto de 2023, um teaser trailer foi postado, confirmando o título. Nessa época, um número de telefone foi criado pela Activision e compartilhado nas redes sociais.  Esse número de telefone, após os participantes concordarem com alguns termos, começaria a enviar mensagens anônimas aos participantes, como “precisamos de alguém como você, com experiência em Al Mazrah”.  Observou-se que este número de telefone dava respostas incomuns quando recebia a palavra "zumbis" ou os nomes de mapas multijogador de Call of Duty: Modern Warfare 2 (ex. "Rust"). Em 17 de agosto de 2023, uma revelação completa ocorreu dentro de um evento Call of Duty: Warzone 2.0 e terminou com um trailer de revelação. As pré-encomendas também foram abertas, com os jogadores podendo jogar a campanha com até uma semana de antecedência, além de ter acesso a novas skins de operador e um beta aberto para o modo multiplayer.
Modern Warfare III será lançado em 10 de novembro de 2023. As plataformas confirmadas para o jogo são PlayStation 4, PlayStation 5, Microsoft Windows, Xbox One e Xbox Series X/S.